# Alagoas
Alagoas (AL) (udtales:ala'go.ajs) er en brailiansk delstat, placeret i det nordøstlige 
hjørne af landet i regionen Nordeste ud til Atlanterhavet. Hovedstaden hedder Maceió og delstaten 
grænser op til Sergipe, Bahia og Pernambuco.
- Wikimedia Commons har flere filer relateret til Alagoas

9°39′S 36°41′V / 9.65°S 36.68°V